# آرتور گوتمان
آرتور گوتمان (آلمانی: Artur Guttmann؛ ‏ ۲۷ اوت ۱۸۹۱ – ۳ سپتامبر ۱۹۴۵) موسیقی‌دان و آهنگساز اهل اتریش بود.
از فیلم‌هایی که وی در آن‌ها نقش داشته‌است، می‌توان به پسر شیخ، دانتون، دخترخاله ورشویی من، این زن را به چنگ می‌آورم و جلادان هم می‌میرند اشاره نمود.